# Растко Цветковић
Растко Цветковић (Београд, 22. јун 1970) је бивши српски кошаркаш. Играо је на позицији центра и син је југословенског и српског кошаркаша, Владимира Цветковића.

## Каријера
Дебитовао је за Црвену звезду у сезони 1987/88, када је одиграо два меча у првенству. Наредне сезоне добио је више простора, а истакао се у Купу, где је у два меча убацио 32 поена, док је у међународном Купу Радивоја Кораћа играо на десет сусрета и забележио 42 поена. Напредовао је у игри, па је у доигравању 1990. године у шест утакмица имао просек од 6,8 поена, а црвено-бели су заустављени у финалу против Југопластике. Растко је исте сезоне у Купу постигао 44 поена у пет мечева.
У својој четвртој сезони у првом тиму (1990/91), постао је један од ослонаца екипе. У лигашком делу првенства бележио је 9,7 поена у 22 утакмице и стигао до високог другог места на листи најбољих кошаркаша лиге по проценту шута из игре – 69,12% (94/136), док је у плеј-ауту имао просек од 12,3 поена у шест мечева. У тој сезони је укупно забележио 369 поена на 38 утакмица у свим такмичењима.
Сезона 1991/92. била је најбоља у Растковој каријери. У победи против Радничког из Београда (112:97) 25. јануара 1992. године постигао је 30 поена, а у лигашком делу првенства имао је просек од 12 поена по утакмици и био трећи стрелац тима иза Небојше Илића и Саше Обрадовића. Имао је тада и најбољи проценат шута за два поена од свих кошаркаша у лиги од чак 78,40% (127/162), као и најбољи проценат шута под кошем од 80,28% (114/142), док је на листи најкориснијих кошаркаша лигашког дела првенства заузео 15. позицију са коефицијентом 16,00. Забележио је 263 поена, 94 скока, 29 украдених лопти, 11 блокада, девет асистенција... Те сезоне је укупно постигао 347 поена у свим такмичењима на 31 мечу (просек 11,2). Био је трећи стрелац клуба, али Звезда није успела да освоји трофеј.
Ипак, већ у следећој сезони црвено-бели освајају шампионску титулу са 3:2 у победама у финалној серији против Партизана. Цветковић је у првој утакмици финала постигао 17 поена у Звездиној победи од 89:87, док је у мајсторици убацио 11 поена у тријумфу резултатом 72:64 за освајање титуле првака после паузе од 21 године. Цветковић је у шампионској сезони укупно забележио 309 поена на 42 меча у свим такмичењима (просек 7,4 по мечу). Рачунајући заједно лигашки део првенства и доигравање у сезони 1992/93, Цветковић је био и осми по просеку скокова са 5,4, док је по укупном броју био девети са 179 ухваћених лопти (126 у одбрани и 53 у нападу). Два скока више имао је његов тадашњи клупски друг Зоран Јовановић и нешто бољи просек (5,9), због мањег броја одиграних мечева.
Сезону 1993/94 провео је у АЕК-у из Атине, а у Звезду се вратио у сезони 1994/95, када је одиграо 31 меч у свим такмичењима и постигао 188 поена. Постао је први играч који је из Звезде отишао у НБА лигу и то у време када је европских кошаркаша у најјачој лиги на свету било знатно мање него данас. Цветковић је у сезони 1995/96. наступао за Денвер нагетсе, али је у јакој конкуренцији добио шансу на свега 14 утакмица (укупно 48 минута на паркету) у којима је постигао 10 поена и забележио 11 скокова. Трећи пут је за Звезду заиграо у јесењем делу сезоне 1998/99, али се кратко задржао. У каријери је наступао још и за мађарски Шопрон (1999/2000), финску Хонку, са којом је у сезони 2000/01. освојио национални куп и за португалске клубове Белененсеш током 2001. године и Сеишал у сезони 2001/02.

## Трофеји
- Југословенско првенство (1): 1993.